# Porajów
Porajów (niem. Poritsch) – wieś w Polsce położona w województwie dolnośląskim, w powiecie zgorzeleckim, w gminie Bogatynia.
1920-1945 część miasta Żytawa (niem. Zittau), 1959-1972 część osiedla Sieniawka.

## Historia
Historia wsi sięga średniowiecza. Najstarsza znana wzmianka o wsi pochodzi z XIV wieku. Od 1 października 1920 do 1945 wieś była dzielnicą miasta Żytawa.
W latach 1975–1998 miejscowość administracyjnie należała do województwa jeleniogórskiego.
Z okazji rozszerzenia Unii Europejskiej w Porajowie 30 kwietnia i 1 maja 2004 spotkali się przywódcy Polski, Czech i Niemiec, jako że w miejscowości znajduje się trójstyk granic Polski, Czech i Niemiec.

## Demografia
Według Narodowego Spisu Powszechnego (III 2011 r.) liczył 1513 mieszkańców.

## Kościół i parafia
Miejscowość jest siedzibą parafii Najświętszego Serca Pana Jezusa wraz z kościołem parafialnym. W strukturze kościoła rzymskokatolickiego parafia należy do metropolii wrocławskiej, diecezji legnickiej, dekanatu Bogatynia.

## Oświata
Obecnie we wsi funkcjonuje zespół szkół (szkoła podstawowa i gimnazjum), oraz przedszkole publiczne do których uczęszcza młodzież z Porajowa oraz z okolicznych wsi (Kopaczowa, Opolna-Zdroju i Sieniawki) oraz filia biblioteki gminnej.

## Wojsko
W Porajowie znajdowała się Strażnica Wojsk Ochrony Pogranicza, wchodząca w skład Łużyckiej Brygady WOP. 9 maja 1967 strażnica otrzymała imię kapitana Stepana Wajdy.

## Koleje

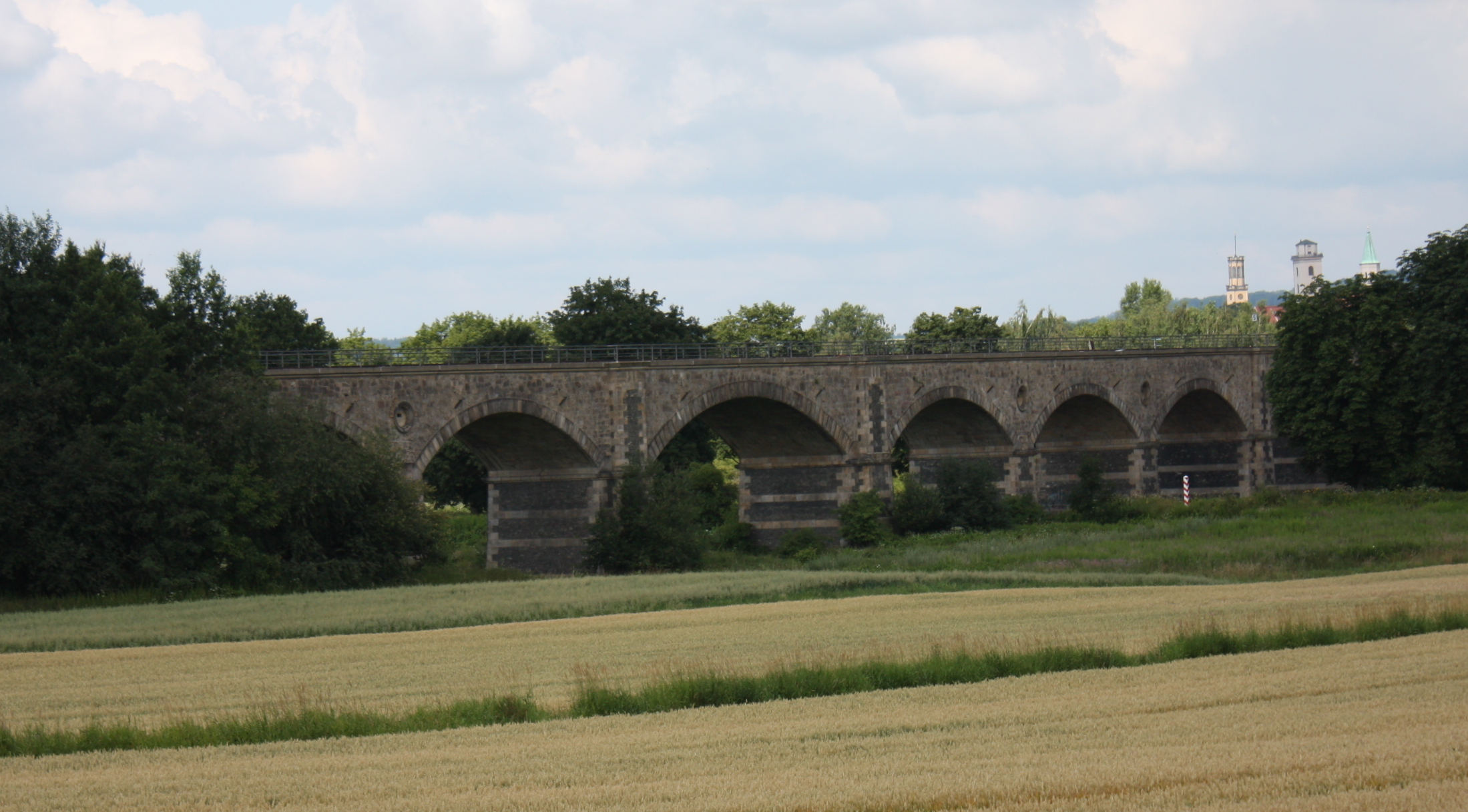
XIX-wieczny most kolejowy łączący Porajów z Żytawą

Przez Porajów prowadzi linia kolejowa nr 346 Hrádek nad Nisou – Zittau. We wsi znajduje się przystanek kolejowy, jednak jest on obecnie nieczynny.